# Carlos Rivas (labdarúgó, 1953)
Carlos Humberto Rivas Torres (Chimbarongo, 1953. május 24. – ) chilei válogatott labdarúgó.

## Pályafutása

### Klubcsapatban
Pályafutását 1971-ben az Audax Italianóban kezdte. 1973-ban az Antofagasta csapatához szerződött, ahol két évet töltött. 1976-ban a Deportes Concepción, 1977-ben a Santiago Morning játékosa volt. 1978 és 1982 között a Colo-Colo együttesében játszott, melynek tagjaként két alkalommal (1979, 1981) nyerte meg a chilei bajnokságot. 1983-ban az Unión Españolát erősítette. 1983 és 1986 között Kanadában szerepelt az Edmonton Eagles, a Dinamo Latino Toronto és a Toronto Italia csapatánál.

### A válogatottban
1975 és 1982 között 24 alkalommal szerepelt a chilei válogatottban és 4 gólt szerzett. Részt vett és az 1982-es világbajnokságon, de nem kapott lehetőséget egyetlen mérkőzésen sem. Tagja volt az 1979-es Copa Américán szereplő válogatott keretének is.

## Sikerei
Colo-Colo
- Chilei bajnok (2): 1979, 1981